# Аватков, Владимир Алексеевич
Влади́мир Алексе́евич Аватко́в (род. 18 сентября 1988, Москва) — российский тюрколог, политолог, специалист по международным и межнациональным отношениям, политик. Доктор политических наук (2021).

## Биография
Родился 18 сентября 1988 года в Москве. В 2010 году с отличием окончил бакалавриат МГИМО (У) МИД России.
Работал преподавателем кафедры языков стран Ближнего и Среднего Востока (2010—2014) и военной кафедры (2011—2018) МГИМО МИД России. В 2013 году защитил диссертацию на соискание учёной степени кандидата политических наук на тему «Внешнеполитическая идеология Турецкой Республики при правлении Партии справедливости и развития». В 2014 году стал директором АНО «Центр востоковедных исследований и межкультурных коммуникаций».
С 2014 по 2016 год работал старшим преподавателем кафедры восточных языков Дипломатической академии МИД России. С 2014 года — доцент, с 2022 года — профессор кафедры прикладной политологии Государственного академического университета гуманитарных наук (ГАУГН).
С 2016 года — доцент, с 2022 года — профессор кафедры международных отношений Дипломатической академии МИД РФ (с 2018 — по совместительству). С 2018 года является членом экспертного совета, председателем комиссии по тюркским и финно-угорским народам ФАДН. С 2018 по 2022 год — старший научный сотрудник Центра постсоветских исследований ИМЭМО РАН имени Е. М. Примакова. В 2021 защитил диссертацию на соискание учёной степени доктора политических наук на тему «Внешнеполитический курс Турецкой Республики в рамках современной системы международных отношений». В 2022 году присвоено ученое звание доцента по научной специальности 5.5.4 — Международные отношения.
С 2022 года является ведущим научным сотрудником и заведующим Отделом Ближнего и Постсоветского Востока (основное место работы), членом Учёного совета Института научной информации по общественным наукам РАН.
Также с 2022 года и по настоящее время является профессором кафедры международных отношений и внешней политики России МГЛУ (по совместительству).
Организатор ряда всероссийских и международных конференций, конкурсов, в частности — ежегодного Международного конкурса студенческих научно-аналитических работ по ближневосточной проблематике имени Е. М. Примакова. Инициатор создания и первый председатель (2009—2011) Турецкого клуба МГИМО. Научный руководитель Восточного клуба Дипломатической академии МИД России.  Научный руководитель Клуба российско-турецкого молодёжного сотрудничества Дипломатической академии МИД России (РОСТУР). Лауреат целого ряда конкурсов, в частности — Всероссийского конкурса на лучшую научную книгу 2018 года. Активно выступает в СМИ, в том числе на телевидении.
C 2023 года — Член Совета при Президенте РФ по межнациональным отношениям. 
С сентября этого же года является заведующим кафедрой международных отношений и геополитики транспорта ИМТК РУТ (по совместительству).
- Владимир Аватков: Турция расколота на две части на YouTube
- Вечер с Владимиром Соловьёвым на YouTube
- Международное обозрение  на YouTube

## Научные интересы
Сферами научных интересов В. А. Аваткова являются: внутренняя и внешняя политика Турции и России, российско-турецкие отношения, тюркские государства СНГ, Ближний и Средний Восток, а также мировая политика, политический анализ, идеологии, национальные идеи, политические технологии, имидж государств.
Занимается политическим и военным переводом с турецкого языка.
Автор публикаций на русском, английском, турецком, арабском, французском, немецком, итальянском языках.

## Награды
Медаль Министерства обороны Российской Федерации «За достижения в военно-политической работе» (27 апреля 2021 года).
Медаль РАН для молодых учёных в номинации "История" за Цикл работ «Внутренняя и внешняя политика Турции в период правления Партии справедливости и развития: итоги 20 лет»

### Учебные пособия и словари
- Турецкий язык. Учебное пособие по общему курсу военного перевода для студентов 3 курса.—2013.
- Россия и страны Востока в постбиполярный период: Учеб. пособие —2014.
- Турецкий язык. Учебное пособие по специальному курсу военного перевода для студентов 4 курса. —2015.
- Краткий турецко-русский военно-политический словарь —2016.
- Турецкий язык : учеб. пособие по военно-политическому переводу —2016.
- Международные организации урегулирование конфликтов —2017.
- Внешнеполитический процесс на Востоке: Учебное пособие для студентов вузов. —2017.

### Коллективные монографии
- Территориальный вопрос в афро-азиатском мире —2013.
- Россия и Турция: вместе или порознь? —2015.
- Внешнеполитический дискурс ведущих субъектов турецкой политики (2010 — лето 2015 г.). —2015.
- Социальный протест на современном Востоке —2016.
- Актуальные проблемы международных отношений и внешней политики в XXI веке: Монография —2017.
- Внешняя политика России. 1991—2016 —2017.

### Научные статьи
- Аватков В. А. Статическая или динамическая стабильность? Новейшие российско-турецкие отношения. // Россия ХХI. −2011.
- Аватков В. А., Соколова Н В. Арабские волнения и трансформация международных отношений: «окно возможностей» для России // Право и Управление XXI век. — № 4 (25). — 2012.
- Аватков В. А. Турецко-сирийское конфликтное взаимодействие в глобальном контексте: из 2011 г. в 2012 г. / В. А. Аватков, Д. А. Марьясис, И. А. Чайко // Современный Ближний Восток — зона конфликтов: сборник научных статей. — 2012.
- Аватков В. А., Касаткин П. И. Высшее образование в Турции и Болонский процесс // Вестник МГИМО-Университета. — № 6. — 2012.
- Аватков В. А., Иванова Н. А. Коммуникативная интеграция в СНГ // Международные процессы. — Т. 10, № 2 (29). — 2012.
- Аватков В. А. Турецкая демократизация в 90-е — ключ к сегодняшней исламизации Турции // Ближний Восток и современность. — № 45. — 2012.
- Аватков В. А., Иванова Н. А. Россия и Турция: противостояние идеологий // Свободная мысль. — 2012.
- Аватков В. А. Курдская проблема на турецком поле // Вестник МГИМО-Университета. — 2012.
- Аватков В. А., Томилова Ю. О. Перспективы становления Турции в качестве ведущего игрока на Африканском континенте // Вестник МГИМО-Университета. — № 4. — 2013.
- Аватков В. А., Бадранов А. Ш. «Мягкая сила» Турции во внутренней политики России // Право и управление ХХI. — № 2 (27). — 2013.
- Аватков В. А., Чулковская Е. Е. Центры турецкой культуры имени Юнуса Эмре — «мягкая сила» Турции // Геополитика и безопасность. — № 2 (22). — 2013.
- Аватков В. А., Дружиловский С. Б. Внешнеполитические идеологемы Турции // Обозреватель (Observer). — № 6 (281). — 2013.
- Аватков В. А., Доманов А. О. Военно-политические отношения в треугольнике США — Турция — Франция: 2009—2012 гг. // Сравнительная политика. — № 1 (11). — 2013.
- Аватков В. А. Неоосманизм. Базовая идеологема и геостратегия Турции // Свободная мысль. — № 3. — 2014.
- Аватков В. А. О нации, идентичности и логиках современной России: основные сложности и решения /В. А. Аватков // Национальная безопасность. — № 6. — 2016.
- Аватков В. А. Идеологемы внешней политики России: 25 лет поиска // Свободная мысль. — № 5 (1659). — 2016.
- Аватков В. А., Кочкин М. В. Основные направления кризиса во внутренней и внешней политике Турецкой Республики // Вестник МГИМО-Университета. — № 2. — 2016.
- Аватков В. А. Россия и Турция: заморозка или перезагрузка? // Человеческий капитал. — № 2 (86). — 2016.
- Аватков В. А. Турция после парламентских выборов // Свободная мысль. — № 2(1656). — 2016.
- Аватков В. А. Тенденции развития современных международных отношений /В. А. Аватков, Т. А. Каширина// Обозреватель(Observer). — № 11 (334). — 2017.
- Аватков В. А. Особенности борьбы с терроризмом в Турецкой Республике на современном этапе /В. А. Аватков// Вестник РУДН. Серия: Международные отношения. — Т.17, № 4 (1666). — 2017.
- Аватков В. А. Восприятие концепта революции в арабском мире / В. А. Аватков, Д. А. Тарасенко // Политика и общество. — № 11. — 2017.
- Аватков В. А. Внешнеполитический курс Турции: ключевые изменения 2016-го // Свободная мысль, № 2 (1662). — 2017.[1][13]